# 歯 (単位)
歯（は）は、出版において使用される長さの単位で、文字の字送り・行送りの他、線の長さなど、構成要素の長さをいうときに使う。英語表記では「H」「Ha」と略記されることが多い。メートル法を基準としている単位で、1歯は0.25mmであり、1級と同じである（級は文字サイズに用いられる）。しばしばヤード・ポンド法を基準とするポイントに代わる単位として用いられ、DTPアプリケーションにおいて標準単位の中の一つとなっている。
元は写真植字機を利用する際の文字送り量を指定する単位であり、写真植字機が文字盤を歯車で機械的に操作していた時の移動量に由来している。